# Neosarmydus
Neosarmydus is een kevergeslacht uit de familie van de boktorren (Cerambycidae). De wetenschappelijke naam van het geslacht werd voor het eerst geldig gepubliceerd in 1935 door Fisher.

## Soorten
Neosarmydus omvat de volgende soorten:
- Neosarmydus costipennis Fisher, 1935
- Neosarmydus malayanus (Hayashi, 1979)